# Chorvatská národní garda
Chorvatská národní garda (chorvatsky Zbor narodne garde nebo ZNG) byla ozbrojená síla založená Chorvatskem během dubna a května 1991 za chorvatské války za nezávislost. Přestože byla zřízena v rámci Ministerstva vnitra ze zákonných důvodů, byla ZNG pod přímým velením Ministerstva obrany. Měla za úkol chránit chorvatské hranice a území a plnit úkoly běžně spojené s policejními složkami. ZNG vznikla přechodem speciálních policejních jednotek pod ZNG. V květnu 1991 byly zřízeny čtyři zcela profesionální brigády a 28. května byla představena veřejnosti na vojenské přehlídce v Záhřebu. Před svou rezignací na začátku srpna jí velel ministr obrany generál Martin Špegelj, kterého vystřídal generál Anton Tus. Ten se stal prvním náčelníkem Generálního štábu Ozbrojených sil Chorvatské republiky (ustaveny 21. září).
Během svého vývoje se ZNG potýkala s řadou problémů, včetně nedostatku zbraní a střeliva, nedostatku uniforem, nedostatečného výcviku a celkového nedostatku vycvičených důstojníků a špatné štábní práce a velitelských struktur (což brání efektivní koordinaci více jednotek). Tyto problémy byly kompenzovány dobrou morálkou, jasnými cíli a vysokou mírou mobilizace. Po bitvě o kasárna se ZNG výrazně rozšířila o zbraně ukořistěné Jugoslávské lidové armádě. Do konce října bylo zřízeno 60 nových brigád a samostatných praporů a 3. listopadu byla ZNG přejmenována na Chorvatskou armádu (Hrvatska vojska).